# Budd Porter
H. „Budd“ Porter (* um 1930) ist ein ehemaliger kanadischer Badmintonspieler. 

## Karriere
Budd Porter wurde 1952 erstmals kanadischer Meister, wobei er sowohl in der Doppel- als auch in der Mixedkonkurrenz erfolgreich war. 1953 siegte er erneut im Doppel mit Don Smythe. 1957 und 1958 folgten weitere Siege bei den offen ausgetragenen Titelkämpfen Kanadas.

## Sportliche Erfolge
| Saison | Veranstaltung                                        | Disziplin    | Platz | Name                         |
| ------ | ---------------------------------------------------- | ------------ | ----- | ---------------------------- |
| 1952   | Kanada: Einzelmeisterschaften                        | Mixed        | 1     | Budd Porter / Edith Marshall |
| 1952   | Kanada: Einzelmeisterschaften                        | Herrendoppel | 1     | Donald Smythe / Budd Porter  |
| 1953   | Kanada: Einzelmeisterschaften                        | Herrendoppel | 1     | Donald Smythe / Budd Porter  |
| 1957   | Kanada: Nationale und Internationale Meisterschaften | Herrendoppel | 1     | Donald Smythe / Budd Porter  |
| 1958   | Kanada: Nationale und Internationale Meisterschaften | Herrendoppel | 1     | Donald Smythe / Budd Porter  |

## Referenzen
- Webseite des Verbandes von Quebec zu den Canadian Open (Memento vom 21. November 2008 im Internet Archive)

| Personendaten    | Personendaten                |
| ---------------- | ---------------------------- |
| NAME             | Porter, Budd                 |
| ALTERNATIVNAMEN  | Porter, H. Budd              |
| KURZBESCHREIBUNG | kanadischer Badmintonspieler |
| GEBURTSDATUM     | um 1930                      |